# 滕县保卫战
滕县保卫战，是中国抗日战争徐州会战中的一次攻防战，发生于1938年3月的山东省滕县地区，是台儿莊战役的前哨战，此战最终日军成功攻克滕县，但由于国军在此次攻防战中坚决抵抗并成功迟滞日军3天，使得第五战区拥有充足的时间在台儿莊地区布防，对台儿莊战役中国军获得胜利起到了重要的作用。在战斗中，国军指挥官第122师师长王铭章阵亡。

## 背景
1938年3月，日军占领北平、天津、上海和南京后，1938年2月16日日本大本营御前会议，决定在新设预定师团之编制可完成的夏秋之前，除一部分支作战外，不进行积极的大作战，专心于占领地域之治安肃正及新政权之育成。上述政策之积极推进者、参谋本部第二课（作战课）课长河边虎四郎大佐，在御前会议后，除将《中国事变日本陆军作战指挥要纲》通告各军外，还于2月23日至3月上旬亲自赴北平、张家口、长春（新京）、山东济南龙山、上海等陆军各方面军、军司令部，说明中央之意图，“各军司令官，大体回答：‘好的，没问题，一切尊重大本营命令行事。’但寺内阁下则说：‘对大本营之指示，当然不能反对，但本人有意见，徐州非打不可。’”即从南北两边沿津浦铁路向津浦和陇海两条铁路的交汇处，战略位置极为重要的徐州推进，徐州会战由此开始。第二军于1938年3月上旬经由华北方面军向大本营申请：“请准予驱逐眼前之敌绝非向南深入之作战。再者，第二军两个师团不足以警备宽广地域，为警备后方地域，请增加兵力。”大本营选择信赖第二军之建议，增加一部分部队，准许其“扫荡作战”。华中派遣军要求大同津浦路。1938年3月1日陆军省陆事课高级课员稻田正纯中佐继任参谋本部作战课长，推翻2月16日御前会议结论，推行“积极作战”。徐州战场南路日军在淮河一线的明光等地受到国民革命军桂系部队抗击，进攻受阻。北路日军第二军分兵两路，一路为矶谷廉介率领的第10师团（矶谷师团），另一路为在青岛登陆的由板垣征四郎率领的第5师团（板垣师团）。矶谷师团计划攻占台儿莊的门户滕县，板垣师团计划攻占滕县以东的鲁南首府临沂，随后两路日军会师攻下台儿莊进而攻下徐州，再由徐州直扑武汉。然而当时，板垣师团已经在临沂遭到国军张自忠部和庞炳勋的坚强抗击而无法突破，矶谷师团则直逼滕县，因此对于中国军队而言，能否据守滕县以迟滞日军，就成了能否布防台儿莊和徐州的关键。
最初日军陆军大本营授予第10师团濑谷支队的作战企图，只是要打击滕县附近的川军，防止其类似于1938年2月14日第3集团军孙桐萱部与川军第22集团军邓锡候部（孙震代任）发起济宁汶上反攻战，该战虽未能收复济宁、汶上，但有力打击了山东日军第2军，改变了韩复榘不放一枪放弃山东的负面影响，极大鼓舞抗战士气。濑谷支队打击滕县附近川军，本来是要打了之后就撤回去，不能扩大战线。但日军第2军却想借机扩大占领区，以便在将来要发起徐州会战时取得良好态势。因此，1938年3月8日，日军第2军司令西尾寿造中将派参谋向第10师团长矶谷廉介中将传达命令：应占领滕县附近及确保平邑。矶谷遂即下达命令：以濑谷支队为基干，向津浦线方面国军发起攻势；并攻占滕县及附近地区。几天之后，第2军又觉得这个目标定得太小，就决定第10师团濑谷支队在完成了打击川军的任务后，应推进到峄县一线，并确保该线。1938年3月13日，日军第2军又命令：第10师团击灭大运河以北（即韩庄、台儿庄）之敌；第5师团以第41，42联队一部占领沂州后进入峄县附近，配合第10师团作战。这一背景使得日军第10师团派出的沿津蒲路南下进攻的兵力严重不足。濑谷支队最开始只是以一个不完整的旅团（欠第10联队半部）为基干，到打完滕县的时候，该旅团留守后方的第10联队半部赶到该地，归还建制，第33旅团才成了一个完整的旅团投入台儿庄战役。
日军第10师团为了尽快攻下滕县，特别组建了以第33旅团（旅团部驻兖州）为基干的濑谷支队，由濑谷启少将担任支队长，统一负责指挥进攻滕县、临城。濑谷支队编成：
- 步兵第10联队：联队长赤紫八重藏大佐，欠一个半大队（第二大队、第2中队、第11中队、第12中队），该联队与配属的兵种分队约3000人正面进攻滕县
- 步兵第63联队：联队长福荣真平大佐。未投入滕县战斗，直接迂回攻击台儿庄，与汤恩伯部第4师遭遇战。
- 独立机枪第10大队
- 独立轻装甲车第10中队：九四式装甲车17辆
- 独立轻装甲车第12中队：九四式装甲车17辆
- 野战炮兵第10联队（欠一个大队和两个中队，实有2个大队，75毫米野战炮24门）
- 临时野炮兵中队（九〇野炮）
- 临时编成山炮兵中队
- 野战重炮兵第2联队（辖一个大队，欠联队段列半部）
- 中国驻屯炮兵联队第3大队（共两个中队，十五榴8门）
- 工兵第10联队第1中队
- 第十师团通讯队一部、
- 第十师团卫生队
- 第十师团第1野战医院
- 兵站汽车第15中队

濑谷支队长以步兵10联队为基干部队，攻击滕县之敌；以步兵第36联队为基干部队迂回滕县南部直取临城。
一般认为，台儿庄战役从1938年3月16日开始至4月15日结束。因此滕县保卫战属于台儿庄战役的组成部分、为前哨战。
当时负责防守滕县的是国民革命军第二十二集团军（代总司令孫震）的第41军第122师、第124师等部。第22集团军总部及第41军军部率直属部队及第124师之一部驻临城。当得到日军矶谷师团大举南侵的情报后，1938年3月10日，孫震为加强滕县守备，重新调整部署，令集团军总预备队第122师和第364旅进驻滕县；第124师由利国驿开驻滕县，第45军第127师进驻滕县城内；陈离为第一线指挥官，负责指挥防守滕县北香城、界河一线的45军部队，王铭章为第二线指挥官，负责滕县城守备。同时，孙震又令王铭章为第22集团军前方总指挥，统一指挥第41、45两军作战。
- 第41军代理军长王铭章
  - 第122师师长王铭章，参谋长赵渭滨。该师參戰官兵3714人[2]。 
    - 第364旅，旅长王志远。
      - 第727团，团长张宣武，驻北沙河
      - 第728团，团长魏书琴，该番号已经回四川补充新兵，未参战。

    - 第366旅，旅长童澄。进驻滕县东北的平邑县、城前等远纵深，以掩护第45军阵地的右侧背，并防备临沂方向日军第5师团的侧击。
      - 第731团，团长王文振。驻平邑县，未及直接参加滕县战斗。
      - 第732团，团长蹇国珍，该番号已经回四川补充新兵，未参战。

  - 第124師 师长孙震，副师长税梯青代理师长，参谋长邹绍孟。作战部队部署于邹县以南、津浦路西的外围阵地。
    - 第370旅，旅长吕康。該旅參戰官兵5352人[2]部署于石墙、李寨的该师第一线外围阵地，旅部驻深井。
      - 第739团，团长蔡钲，驻石墙
      - 第740团，团长王麟，驻深井

    - 第372旅，旅长曾甦元。該旅參戰官兵2216人[2]部署于大坞、小坞的该师第二线外围阵地，战斗中增援滕县城西北外围的池头集
      - 第743团，团长刘公台
      - 第744团，团长熊顺义
- 第45军 军长陈鼎勋。
  - 第125师：师长陈鼎勋兼，因病在郑州休养，由副师长王士俊代师长。作战部队部署于邹县以南、津浦路东的外围阵地。师部驻香城。
    - 第373旅：旅长卢济清（驻普阳山）
      - 第745团：团长姚超伦
      - 第746团：团长谭尚修

    - 第375旅：旅长林翼如（驻普阳山）
      - 第749团：团长瞿联丞
      - 第750团：团长张元雅

  - 第127师：师长陈离。作战部队部署于邹县以南、津浦路上正面外围阵地。师部驻滕县县城
    - 第379旅：旅长陶凯（驻界河）
      - 第757团：团长王永棫
      - 第758团：团长王澂熙

    - 第381旅：旅长杨宗礼（驻龙山）
      - 第761团：团长陈麟
      - 第762团：团长邹迪僧

## 攻防战

### 外围战
濑谷支队3月13日自邹县出发。3月14日拂晓日军3600余人从两下店附近开始与中国在邹县以南的外围守军作战。很快突破了滕县外围津浦路西的第124师第370旅石墙阵地、津浦路东第125师的香城阵地，推进至第124师在深井、第127师界河、第125师在普阳山的主防御阵地。3月14日19时，370旅利用暗夜向滕县撤退。3月14日夜，第22集团军代理总司令孙震亲临前线视察，在北沙河召开军事会议，急调第122师364旅727团2营及收容第127师757团残部数百人在北沙河配备第二线阵地；左翼以第124师372旅于大、小坞村建立阵地。
3月15日，第22集团军接到军事委员会和第五战区司令长官李宗仁电令：滕县为津浦北段要点，关系全局，务应竭力死守，支持时间，以待增援。第22集团军奉令后，电饬各部，整顿部署，务予来犯之敌以至大之打击，必要时，即以全力死守滕城，流最后一滴血，争取时间，以待友军之到达。
3月15日，日军加强了两翼攻势和迂回包抄，其中左翼深井一带第370旅防御力量较弱，伤亡很大，王铭章把滕县城中唯一战斗部队第124师的第372旅调至深井以南的池头集建立第二道防线，以掩护深井第370旅之后背，并加强纵深防守能力。3月15日下午外围防线阵地均被日军攻占。13时，界河正面阵地被日军突破，第45军的125师、127师突围撤至滕县东部的城头镇及其以南山区。3月15日黄昏攻城的步兵第十联队（欠一个半步兵大队）抵达滕县城下。外围守军主力因被日军追击而没能撤进滕县城内，退守滕县城关地区的守军虽然番号很多，但实际作战部队只有16个连和约500人地方部队，总计兵力仅约3000人，且装备十分落后，仅有轻武器和手榴弹等。45军的125师、127师边打边撤，撤退至临城附近与刚下火车的汤恩伯第二十军团的王仲廉第85军先遣一个团会合。
步兵第36联队为基干部队追击第45军部队，由滕县东部的辛庄、中顶山迂回滕县南部，3月16日击破南沙河守军，3月17日夕攻占第22集团军总司令部与第41军军部驻地临城。

### 城关战

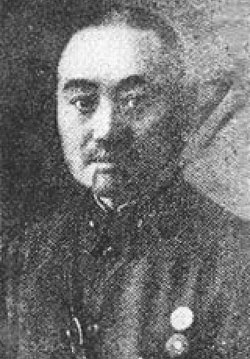
守军指挥官王铭章于战斗中阵亡

步兵10联队（欠一个半步兵大队），配属独立机枪第10大队1个中队、野战炮兵第10联队2个中队（75毫米野战炮12门）、野战重炮兵第2联队第1大队（150毫米榴弹炮12门），总兵力约3000人。该日军3月15日黄昏到达滕县城附近。拥有重机枪32挺、轻机枪72挺、火炮七种合计54门，但无战车，飞机仅用于侦察。
由于第22集团军的作战指导是企图以阵地防御将日军阻止于滕县外围，所以将主要战斗部队全部部署于邹县以南、滕县城北外围阵地；滕县城中原本仅有第122、第124、第127共三个师师部和第364旅旅部，计4个特务连与师旅机关人员共千余人。3月15日17时，第122师第366旅第731团第1营（营长严翊）到达滕城县城，366旅其余主力部队在城头附近与日军迂回主力部队遭遇，被迫向临城方向退走。第124师372旅向滕城郊区转移。王铭章急调防守北沙河的727团团长张宣武率第三营(营长司吉甫)回城防守，并任命张宣武为城防司令。王铭章用电话向第22集团军总部求援，孙震代总司令把掌握的第41军特务营除留下一个手枪连作警卫外，其他三个步兵连由刘止戎营长带领，乘火车驰援滕县城，入夜后到达。经紧急征调，至3月15日夜，才增至约2300余人18个战斗连。加上滕县县长周同的保安团和警察，“城中共有武装力量3000余人”，“但真正的战斗部队尚不满两千人”。困守滕县的将领王铭章、陈离等，均认为“川军兵力少，武器装备太差，只能协同汤恩伯兵团作战，不能硬挡一面”，一再请求孙震将所部作为汤恩伯兵团的“配合”、“协同”、“策应”力量来部署，反对固守滕县城垣。王铭章且在电话中力陈：“滕县兵力只有一个团，又无重武器，没有胜算，不能死守。”孙震回答说：“蒋委员长亲临前线，把参谋本部人员都留下了。统帅部要我们死守滕县城三天，等待汤（恩伯）军团前来解围。兵力不够可把城外第41军部队统统调进城里，固守待援。我的命令是这样，守不住在你。”孙震允许第127师师长陈离率师部人员和该师特务连从西门出城，与撤退中的该师各团汇合。
守城部署为：
- 第731团一个营守东关
- 第41军特务营一个连守南门城墙
- 第727团一个营守北门城墙
- 第41军总部特务营的2个连在城西
- 第122师师部在西关电灯厂，3月15日夜迁到城内张景湖宅院内，以示和滕县共存亡。
- 第124师师部在城内

日军步兵第10联队攻城部署，以城东南至城西北的对角线为分界线：
- 步兵第一大队主攻东关
- 步兵第三大队主攻南门

3月16日早晨日军开始攻击，遭到意外抵抗。
- 3月16日10时半，日军炮火猛烈轰击东关，东关城墙被炸开了一二十米的缺口，在数十挺轻、重机枪的掩护下，日军步兵第10联队第一大队的士兵冲到缺口外的壕沟里，准备从缺口突入。守军731团第1营（营长严翊）集中六七十人，向壕沟内连续猛投二三百枚手榴弹，此后双方在缺口附近反复展开争夺，日军多次进攻均被击退。第1营伤亡近百人，张宣武团长立即将预备队第727团12连调赴东关归严营长指挥。下午14时，日军向东关再次发起猛烈攻击，守军打退日军五次进攻。守军伤亡太多，3次从城中调预备队补充。下午5时，日军发动第六次攻势，突入城内40余人，双方形成对峙。下午6时后，严营长组织2个连发起反击，把突入的日军消灭。[10]

3月16日晚21时，王铭章决心放弃滕县城外阵地，命令在城西、城北外围的大坞、洪町、高庙和北沙河的部队火速回城。集中兵力防守城垣。24时左右，防守深井、池头集的第370旅、第372旅残部及防守北沙河、洪町的第727团2个营先后由西门退入城中。
- 第122师：师长王铭章，少将参谋长赵渭滨
  - 第364旅：旅长王志远
    - 第727团：团长张宣武
      - 第1营：营长吴忠敏
      - 第2营：营长侯治平
      - 第3营：营长司吉甫

  - 第366旅
    - 第731团
      - 第1营：营长严翊
- 第124师：代理师长税梯青，上校参谋长邹绍孟
  - 第370旅：旅长吕康 
    - 第740团：团长王麟
      - 第1营：营长雷迅
      - 第2营：营长康平
      - 第3营：营长陈洪刚

  - 第372旅：旅长曾甦元
    - 第743团：团长余坚
      - 第1营：营长胡少瑗
      - 第2营：营长熊顺义
      - 第3营：营长黄伯亮

    - 第744团：团长阙焕然
      - 第1营：营长卢高暄

  - 第41军特务营 刘止戎营长
- 滕县保安团：团长周同（县长兼）保安团4个连，武装警察1个中队）

3月16日守城部署调整为：
- 第124师370旅740团（欠第一营）守东关
- 第122师364旅727团附366旅731团1营守北关
- 第124师370旅740团第一营及集团军总部特务营（3个连）守城南
- 第124师372旅743团位于西关火车站为总预备队，并以一部守卫南关。

3月17日8时后，日军开始进攻东关，防守东关的第124师740团团长王麟率领两个营死守东关。3月17日中午，王铭章师长向孙震代总司令报告战况：“目前敌用重炮、飞机从晨至午不断猛轰，城墙缺口多处，敌步兵屡次登城，屡被击退。职意委座成仁之训，及开封面谕嘉慰之词，决以死拼，以报国家，以报知遇。”下午14时，日军火炮转而集中用于猛轰南城墙，743团两个连队防守南关的城墙被日军重炮轰开一个大缺口，日兵攻上城墙废墟；第124师370旅旅长吕康、副旅长汪朝廉亲临指挥，均受重伤，15时日军巩固占领了南城墙。南关守军突围转移到西关外的火车站。同时，日军突入东关，守备东关的第124师第370旅第740团团长王麟、团政训员胡清溪阵亡。攻占南城墙的日军也向西向北纵深推进，夺取西城区，并与17时夺取西城门楼，居高临下火力压制西关国军与城中心十字街口国军。到黄昏时仅余城内、北门及东北城角的守军仍在继续抗击，第124师上校参谋长邹绍孟在北门附近阵亡；第122师第364旅旅长王志远和城防司令张宣武团长负伤，守军失去指挥。王铭章师长一行从城墙西北角缒城后奔西关外火车站，在西关电灯厂附近壕沟内被西城门楼上的日军发现遭密集扫射，王铭章师长和少将参谋长赵渭宾、上校副官长罗甲辛、少校参谋谢大墉以及随从十余人当场阵亡。至此，滕县县城有组织指挥的保卫战经两昼一夜结束。
3月17日入夜，幸存的守城部队在失去统一指挥下纷纷自行突围，“官兵争相夺路，秩序很乱”。夜21时，北城墙上的二百多名守军，在第727团2营营长侯治平的指挥下，扒开了封死的北门突围出去。在城内失掉联系的小股部队，无法突围，战至3月18日午，枪声才逐渐停止，日军完全占领滕县县城。         

## 后续
日军成功攻占滕县后，随后战局进入台儿庄战役的主体阶段。3月18日濑谷支队长根据第十师团命令，以步兵第63联队第一大队（欠一个中队）基干为右追击队，向韩庄追击，于3月20日占领该地；以步兵第63联队第二大队基干为左追击队，向峄县追击，于3月20日拂晓占领；濑谷支队主力集结于临城附近。4月6日濑谷支队主力从台儿庄撤退至峄县，标志着台儿庄战役以守军胜利告终。日军判明徐州地域集结了李宗仁指挥的约50个师，其中约10个中央军嫡系师，于是决定使用全部中国派遣军一举与中国军队野战主力决战，1938年4月7日日本大本营发布大陆命84号命令，发动徐州作战。
滕县守军成功迟滞日军3日，为第五战区在台儿莊地区的布防赢得了充足的时间，为之后台儿莊战役的胜利奠定了基础。汤恩伯第20军团的3个军在归德附近登上火车奔赴前线，汤恩伯亲率第85军第4师一个团为先锋3月15日在临城站下车，就在南沙河遭遇了迂回奔袭临城的濑谷支队步兵第36联队。1938年3月16日晚，汤军团第89师第267旅乘火车到达临城，旅长舒荣以一个团占领空城的临城，另一个团开赴临城以北的官桥占领阵地，以掩护后续部队在临城集结。3月17日汤恩伯按照李宗仁命令以集结完毕的第四师迂回至滕县以东。濑谷支队步兵第36联队在2个装甲中队20余辆坦克支援下，对刚刚到达官桥的第267旅第533团猛击，第三营营长侯克阵亡；汤恩伯急调防守临城的第534团增援官桥，在途中又遭日军装甲部队截击，伤亡惨重，被迫退入城内。当天下午，刚刚卸车的第89师其余官兵立即投入保卫临城的战斗。仓促之间，迅速被日军装甲部队击溃，第530团二营长严以中阵亡。3月17日晨，临城失守。
滕县保卫战刚刚结束，第五战区司令长官李宗仁立即给蒋介石拍发电报：“……普阳山、龙山两处各约一团之守兵全部殉国，阵地始陷。时北沙河守兵被迫退入滕县，加入防御，苦战撑持，迄至十七日下午五时，城垣遭敌摧毁，被敌突入，巷战结果，我军除少数突围外，余皆洒尽最后一滴血殉城。从十四日至十七日该部抗战之概况：计是役官兵不下万人，阵亡师长王铭章，负伤师长陈离、旅长吕康、王志远，副旅长汪朝廉等；其余团营长以下伤之人数，尚在清查中。该集团军以劣势装备与兵力占绝对优势之顽敌独能奋勇抗战，官兵浴血苦斗达三天半以上，挫败凶锋，阻敌锐进。使我援军得以适时赶到战役中，徐州得以转危为安，此其为国牺牲之精神，不可泯也。……伏乞示遵！职李宗仁叩，马（日）。”李宗仁后来在回忆录里写到：“若无滕县之苦守，焉有台儿庄之战果，实滕县先烈所造成也。”
此战指挥官第122师师长王铭章战场牺牲，国民政府明令追晋上将，蒋中正也亲自前往徐州前线参加祭奠仪式。2009年3月，一批曾经参加此次战斗和抗战的川军老兵于滕县保卫战71周年纪念日吊唁了在此次战斗中阵亡的战士。2013年8月，以叙述这次战役为题材的纪录片《草鞋川军血战滕县》在山东卫视公共频道播出。蒋介石亲拟挽联：执干戈以卫邦家，壮士不还，拼将忠诚垂宇宙；闻鼙鼓而思将帅，国殇同哭，忍标遗像肃清高；亲笔题词：“民族光荣，死重太山，烈比睢阳”。毛泽东为王铭章将军题挽联：“奋战守孤城，视死如归，是革命军人本色；决心歼强敌，以身殉国，为中华民族争光。”周恩来、朱德、彭德怀、叶剑英为王铭章将军题词：“一旅守孤城，为民族解放事业牺牲，是真炎黄子孙，流芳青史；万人兴义愤，抗日本帝国主义侵略，将使沦亡大地，复兴中华。”
孙震的《第二十二集团军关于滕县战役的战斗详报》上报军委会：
```
此战敌我伤亡如下: 毙伤敌军官佐320余员，击毙士兵1500余名，击伤士兵5700余名。我阵亡官兵3000余人，负伤官兵4000余人，四十一军占伤亡总数四分之三。
```

然根據參戰各部上報孫震的第一手戰報，滕線保衛戰國軍各部合計參戰人數為11,282人，參戰各部傷亡失蹤人數合計為2,295人。
王铭章殉国后，122师师长由王志远继任，张宣武继任364旅旅长。1938年5月，孙震不再兼任124师师长，由曾苏元继任。
日军自己统计的第十师团在3月14日-5月12日整个徐州会战期间伤亡：战死1088，战伤4137。参加滕县保卫战的第十联队和配属其指挥炮兵、工兵等部队从3月8日-4月8日这段时间战死170(其中7军官)，战伤724（其中18军官），失踪5人。 滕县日军攻城兵力第10联队兵力2654人，日军统计3月8日-3月15日，阵亡4人、受伤10人；3月15日-3月18日，阵亡16人、受伤129人、失踪3人。另外有6个轻伤在队。、
日军《第10步兵联队滕县附近战斗详报》总结的教训：
1. 联队避实（放弃正面进攻城北、城西北的外围阵地）击虚直接攻击县城时，川军立即放弃了城北的数道防御阵地，直接据城死守，致使日军不能迅速取胜；
2. 3月16日第一大队进攻东关时，川军占据城门外的稠密房屋进行抵抗，使得日军接近内城非常困难，接近东门时又发现外壕状况相当恶劣，日军没有料到，没有突击桥，这样很晚才突入内城；
3. 3月17日第三大队在炮兵支援顺利突入南门，但遭到川军侧射火力和大量手榴弹的压制，日军没有进行压制，却拘泥于原定计划，连续发动正面突击，出现接连死伤，士气遭受挫折；
4. 应该首先打掉指挥中枢，王铭章战死后，守军迅速瓦解